# 费氏角蟾
费氏角蟾（学名：Jingophrys feii），一种于中华人民共和国云南省盈江县建边村小浪速地区发现的两栖动物，隶属于角蟾科靖角蟾属。种加词取自中国两栖动物学家费梁的姓氏。

## 形态特征
费氏角蟾雄蟾体型小而纤细，雄蟾体长24.3～25.1毫米，雌蟾体长28.2～28.9毫米。身体背部皮肤粗糙，呈浅灰褐色，眶间具有深褐色倒三角形斑纹，背部表面有深棕色的背侧褶和类似“X”形的斑纹，体侧具有一些不规则的深棕色斑点；喉部和胸部为深灰色并带有一些白色斑点；在喉部有一个不明显的纵向深棕色条纹；身体和四肢的腹侧表面主要为白色，具明显不规则的深棕色斑点；在腹部的侧面和下侧面有明显的，小的和白色的疣粒。

## 保护
本种于2023年被收录入《有重要生态、科学、社会价值的陆生野生动物名录》。